# 叶麗美
叶 麗美（かのう れいみ、1979年8月15日 - ）は、日本の元AV女優、ストリッパー。
趣味：イラスト、料理。 

## 略歴
東京都出身。2001年、『叶麗美でございます』でAVデビュー。同年 - ストリッパーとしてもデビュー。浅草ロック座所属。

## 作品
2001年
- 叶麗美でございます（8月31日、VIP）
- ビージーン 14（8月31日、桃太郎映像出版）
- Body Gorgeous（9月21日、VIP）

2002年
- ザ.ボイン.ロック（3月13日、ドリームチケット）他出演:星川みなみ、風間ゆみ
- Missザーメン（3月13日、ドリームチケット）他出演:星崎未来、かとりこのみ
- 青い性欲 女優編ベスト（4月6日、ドグマ）
- Wild Thing!（4月24日、桃太郎映像出版）
- 蛇縛の社長令嬢（5月1日、アタッカーズ）
- 叶わぬ姉妹のセックス地獄（5月1日、MOODYZ）共演:叶結香里
- BEST HIT 2002年 ドリームチケット 上半期総集編（7月10日、ドリームチケット）
- SEXY LOVERS II 愛人痴女（7月16日、マックス・エー）他出演:山崎亜弥、宮内つぐみ
- ラブボイン2 （8月18日・V&R PLANNING）
- 桃の缶詰2 ランジェリーエンジェルス（10月18日、桃太郎映像出版）他出演:奥菜つばさ、堀越レナ、相沢優香、桜明日香
- Double! 叶麗美＆叶結香里（10月25日、桃太郎映像出版）共演:叶結香里

2003年
- 爆乳ロデオドライヴ（2月15日、MOODYZ）他多数出演
- THE フェラチオ!!完全リップ待遇（2月19日、ドリームチケット）他15名出演
- 巨乳快楽Deluxe（3月5日、麒麟堂）他出演:細川しのぶ、加藤ゆりあ、星沢レナ、中野千夏
- 姉・下着白書DX 1（3月10日、チャンネル・ヴィ）他出演:吉野瞳
- THE ボイン総集編（4月16日、ドリームチケット）他12名出演
- MVP（4月25日、メディアバンク）他出演:来生ひかり、及川奈央、鮎川あみ、音咲絢、今井絵理、宝来みゆき、零忍（結良詩絵）、川嶋なな、流崎裕、白鳥奈未、黒沢愛
- ゴージャス アイズからの贈り物（5月1日、桃太郎映像出版）他多数出演
- Sister H（6月20日、トランスコーポレーション）
- 催淫X（6月27日、スーパーサット）他出演:水沼智香
- 巨乳隷嬢スペシャル（7月25日、シネマジック）他出演:高嶋陽子、叶結香里、川嶋なな、藤原倫子
- 巨乳インストラクター 叶麗美（8月16日、アイエナジー）
- 誘う女SPECIAL 2（10月25日、麒麟堂）他4名出演
- VIP感謝祭 〜A級女優22人乱れ咲き〜（11月28日、メディアバンク）他21名出演
- 巨乳BEST（12月1日、MOODYZ）他多数出演
- 美少女4時間10人斬り 未公開作品（12月16日、アイエナジー）他9名出演

2004年
- 巨乳隷嬢2 叶麗美&川嶋なな（1月30日、シネマジック）共演:川嶋なな
- 美人おねえさん達の大きなおっぱい 01（2月11日、麒麟堂）他出演:細川しのぶ、姫宮エリカ、浅見かや、友崎亜希
- 蛇縛アンソロジー（3月8日、アタッカーズ）他多数出演
- 爆乳家政婦 官能小説への誘い…（5月3日、アイエナジー）
- 巨乳デカメロン記念日（7月8日、アイエナジー）他11名出演
- ザ・パーフェクトAV！巨乳アイドル4時間（7月23日、メディアバンク）他11名出演
- 水着の天使達（8月20日、桃太郎映像出版）他10名出演
- Hなナースの時間外勤務（11月18日、アイエナジー）他出演:宮下杏菜、伊吹理沙、蒼吹雪、笠木忍
- 強引なアナルの楽しみ方 3（11月18日、アイエナジー）他多数出演
- 美女緊縛 美女7人の緊縛ショータイム（12月16日、アイエナジー）他6名出演

2005年
- 桃太郎 THE BEST 9 もぎたて採れたて乳の実（6月3日、桃太郎映像出版）他9名出演

2006年
- セレブコレクション着物美人編 1（2月13日、麒麟堂）他11名出演
- ぎゃるるん! ザ・スーパーベスト（4月21日、ケイネットワーク）他出演:武田広子、坂井夏海、麻生遙、臼井利奈、武藤さき、白鳥ゆうか
- 巨乳狩り中出し8人（7月27日、アイエナジー）他出演:ゆうきりり、彩名杏子、春菜まい、中野千夏、椎名まゆみ、白鳥さくら、麻生まりも

2007年
- 着物ばくにゅう（2007年5月17日、チャンネル・ヴィ）